# La Argentina (Huila)
La Argentina é um município da Colômbia, localizado no departamento de Huila.